# Елеуза (Јањина)
Елеуза (грч. Ελεούσα) је село у општинској јединици Пасаронас, Јањинског округа, у Грчкој. Од реформе локалне самоуправе за 2010. годину, седиште је општине Зица. 2011. године било је 3484 становника. Налази се у долини северозападно од Јањинског језера, 7 km северозападно од центра Јањине.